# Blepharis ilicina
Blepharis ilicina är en akantusväxtart som beskrevs av Anna Amelia Obermeyer. Blepharis ilicina ingår i släktet Blepharis och familjen akantusväxter. Inga underarter finns listade i Catalogue of Life.